# ایب موسین
ایب موسین (دانمارکی: Ib Mossin؛ ‏ ۳ ژوئیهٔ ۱۹۳۳ – ۱۷ دسامبر ۲۰۰۴) کارگردان فیلم، خواننده، بازیگر، صداپیشه و فیلم‌نامه‌نویس اهل دانمارک بود.
از فیلم‌هایی که وی در آن‌ها نقش داشته‌است، می‌توان به در برج اسد، مأمور ۶۹ ینسن در برج قوس و مأمور ۶۹ ینسن در برج عقرب اشاره نمود.